# (21795) Masi
(21795) Masi es un asteroide perteneciente al cinturón de asteroides, descubierto el 29 de septiembre de 1999 por Franco Mallia desde el Observatorio Astronómico de Campo Catino Campocatino, Italia.

## Designación y nombre
Designado provisionalmente como 1999 SN9. Fue nombrado Masi en honor al astrónomo italiano Gianluca Masi que participa en varios proyectos científicos, principalmente en las estrellas variables cataclísmicas y asteroides. Ha descubierto una estrella variable y varios planetas menores. Colabora con varias instituciones a través de varios programas de observación.

## Características orbitales
Masi está situado a una distancia media del Sol de 2,381 ua, pudiendo alejarse hasta 2,840 ua y acercarse hasta 1,922 ua. Su excentricidad es 0,192 y la inclinación orbital 1,837 grados. Emplea 1342 días en completar una órbita alrededor del Sol.

## Características físicas
La magnitud absoluta de Masi es 14,9. Tiene 3,15 km de diámetro y su albedo se estima en 0,235.